# 埃莱娜·罗莱斯
伊莲·罗莱斯（法語：Hélène Rollès，法語發音：[elɛn ʁɔlɛs]，1966年12月20日—）是法国女演员和女歌手。1992年，她出演情景喜剧《伊莲和男孩们》而成名。
1990年代末在从法国的归来的中国留学生的传播下，伊莲在中国尤为出名。她的单曲《我的名字叫伊莲》十分有名：根据法国新闻广播电台，《我的名字叫伊莲》、《玫瑰人生》和《我叫洛丽塔》在中国被认为“最能代表法国的歌曲”，曾被蔡淳佳翻唱为中文版《依恋》；伊莲的另外一首名曲《離去的列車》被中国中央电视台体育频道节目《天下足球》多次用作背景音乐，也有中文版本。

## 生平和演艺生涯
1990年代，她在情景喜剧Premiers Baisers中扮演埃莱娜·吉拉尔。由于他对这个角色的兴趣，让-吕克·阿祖莱决定根据她的角色，在1992年创造一个名叫《埃莱娜和男孩们》的情景喜剧，在这部剧中，她和塞巴斯蒂安·罗克一起出演。这部电视剧记录了大学学生乐队的爱情故事，获得了巨大的成功，每晚有6,500,000观众。后来在美国、挪威、西班牙、丹麦、希腊、瑞典、俄罗斯等国上映。

## 参演作品

### 电视剧
- 1988年—1991年：法國電視一台Pas de pitié pour les croissants（法语：Pas de pitié pour les croissants） （第49、75、76和123集）
- 1990年—1991年：法國電視一台Salut Les Musclés（法语：Salut Les Musclés） （第34和98集）
- 1991年12月—1992年4月：法國電視一台Premiers Baisers（法语：Premiers Baisers）
- 1992年5月—1994年11月：法國電視一台Hélène et les Garçons（法语：Hélène et les Garçons）
- 1993年1月：法國電視一台Famille fou rire（法语：Famille fou rire）
- 1995年2月—1996年8月：法國電視一台Le Miracle de l'amour（法语：Le Miracle de l'amour）
- 2000年5月—2004年3月：法國電視一台Les Vacances de l'amour（法语：Les Vacances de l'amour） （第4和5季）
- 2011年2月后：蒙地卡羅電視台《爱的秘方（法语：Les Mystères de l'amour）》（第1季后）

### 电影
- 1979年：《黑羊（法语：Le Mouton noir (film, 1979)）》
- 2000年：《出口（法语：Exit (film)）》

### 电视节目
- 2005年：法國電視一台Première compagnie（法语：Première compagnie）
- 2012年：法国电视二台Fort Boyard（法语：Fort Boyard (jeu télévisé)）
- 2017年：NRJ 12（法语：NRJ 12） Le Mad Mag（法语：Le Mad Mag）

## 音乐

### 专辑
- 1989年：《远去的列车（法语：Ce train qui s'en va）》
- 1992年：《少女情怀（法语：Pour l'amour d'un garçon）》
- 1993年：《我的名字叫伊莲（法语：Je m'appelle Hélène (album)）》
- 1994年：Le miracle de l'amour（法语：Le miracle de l'amour (album)）
- 1995年：Toi... Émois（法语：Toi... Émois）
- 1997年：À force de solitude（法语：À force de solitude）
- 2003年：Tourner la page（法语：Tourner la page (album)）
- 2012年：Hélène 2012（法语：Hélène 2012）
- 2016年：Hélène（法语：Hélène 2016）

### 单曲
- 1988年：Dans ses grands yeux verts
- 1989年：Ce train qui s'en va
- 1989年：Sarah
- 1990年：Jimmy, Jimmy
- 1990年：Makko (Générique du dessin animé)
- 1992年：Pour l'amour d'un garçon
- 1993年：Peut être qu'en septembre
- 1993年：Dona, Dona
- 1993年：《我的名字叫伊莲（法语：Je m'appelle Hélène）》
- 1994年：Dans les yeux d'une fille
- 1994年：Amour secret
- 1994年：Le Miracle de l'amour
- 1995年：Moi aussi je vous aime
- 1995年：Imagine
- 1995年：Toi
- 1996年：Je t'aime
- 1997年：À force de solitude
- 1998年：C'est parce que je t'aime
- 2003年：Que du vent
- 2003年：Sur mon étoile
- 2010年：Salut, ça va?
- 2011年：Les Mystères de l'amour
- 2012年：C'était à toi que je pensais
- 2012年：Robin des bois
- 2016年：Effacer le passé
- 2016年：Nos tendres années
- 2017年：Di dou dam